# Leucocarbo purpurascens
El cormorán de la Macquarie (Leucocarbo purpurascens) es una especie de ave suliforme de la familia Phalacrocoracidae endémica de la isla Macquarie (Australia) en el océano Antártico.

## Descripción
La especie tiene partes superiores predominantemente negras y partes inferiores blancuzcas. Las mejillas superiores y las coberteras de los oídos son negras; tiene franjas blancas en las alas, un píleo negro recurvado sobre la frente y pies de color rosa. Un adulto reproductor tiene un par de carúnculas anaranjadas encima de la base del pico y en medio de los ojos, la piel de la cara es de color marrón-naranja en la base de la mandíbula inferior, así como anillos oculares azulados. Llega a medir unos 75 cm de largo, con una envergadura de 110 cm y un peso de 2.5 a 3.5 kg.

## Distribución y hábitat
El cormorán de la Macquarie se limita a la isla subantártica de Macquarie y los cercanos islotes de Bishop y Clerk, parte del archipiélago Macquarie, a 33 km al sur. Aparte de la zona de crianza y descanso, su hábitat es marino.

## Taxonomía
La especie es uno de los cormoranes de ojos azules, que son colocados en ocasiones en los géneros Leucocarbo o Notocarbo y una subespecie del cormorán imperial (Leucocarbo atriceps). También es considerada por algunos autores como una especie completa.

## Comportamiento
La especie es amistosa: se posa en grupos de entre unos pocos pájaros hasta varios cientos.

### Reproducción
Están presentes durante todo el año en la isla de Macquarie, donde cada año se reproducen en pequeñas y grandes colonias en las costas, sobre superficies rocosas desnudas y farallones. La construcción del nido tiene lugar a partir de junio. Los nidos tienen forma de conos truncados de 20 a 30 cm de altura, y construidos de vegetación, guano y barro. La hembra pone dos o tres huevos entre mediados de septiembre y enero —principalmente a finales de septiembre y principios de noviembre—, la mayoría de los huevos se incuban a finales de diciembre. La mayoría de las polluelos son independientes de sus padres a mediados de febrero.

### Alimentación
Se alimenta a nivel local en las aguas costeras poco profundas, con una dieta que consiste principalmente de peces bentónicos. Puede aliementarse en bandadas.

## Conservación
En 2000 se estimó que la población estaba compuesta por 760 parejas reproductoras, incluyendo 100 parejas en los islotes de Bishop y Clerk. Más tarde (octubre de 2003), una encuesta encontró 472 parejas reproductoras en once colonias en la misma isla Macquarie, lo que indica una disminución del 30 %.
El taxón está catalogado como «vulnerable» según la Ley de Protección del Medio Ambiente y Conservación de la Biodiversidad de Australia de 1999 (Australia's Environment Protection and Biodiversity Conservation Act 1999, en inglés), debido a que la población es pequeña, localizada y sujeta a las fluctuaciones del éxito reproductivo causadas por las condiciones climáticas y la disponibilidad de alimentos. Otras amenazas incluyen la depredación de pichones por págalos subantárticos (Catharacta antarctica) y ratas negras (Rattus rattus).